# Gjøvik Stadion
Het Gjøvik Stadion is een sportpark in Gjøvik (Noorwegen) waar voetbal, atletiek, schaatsen, bandy en gewichtheffen wordt aangeboden.

## IJsbaan (Hurtigløpsbane)
Het Gjøvik Stadion - Hurtigløpsbane is een ijsbaan in Gjøvik in de provincie Oppland in het zuiden van Noorwegen. De huidige openlucht ijsbaan is geopend in 2006 en heeft een lengte van 285 meter. Van 2006 tot en met de winter van 2017 was het een natuurijsbaan. Vanaf 2017 is het een kunstijsbaan. De ijsbaan is gelegen op het terrein naast het Gjøvik Stadion op 160 meter boven zeeniveau. De ijsbaan wordt beheerd door de gemeente. De ijsbaan wordt ook gebruikt als bandybaan.
Tot 1994 lag er een ijsbaan in het stadion en had de ijsbaan de officiële lengte van 400 meter. Nadat het stadion werd voorzien van een tartanachtige atletiekbaan was de ijsbaan genoodzaakt uit te wijken.
Van 1994 tot 2006 werd de ijsbaan op het terrein naast het Gjøvik Stadion continu geüpgraded. Een langebaanschaatsronde ontbrak echter nog. In 2006 kreeg de Gjøvik Skøiteklub toestemming van de Norges Skøyteforbund voor het aanleggen van een 300 meter baan voor het langebaanschaatsen. In 2007 werd de eerste wedstrijd georganiseerd.
In 2017 is op het terrein van de ijsbaan een kunstgrasveld met koelinstallatie neergelegd, waarmee voortaan kunstijs kan worden gemaakt. De ijsbaan is ingekort naar 285 meter.
De Gjøvik Skøiteklub heeft na het verdwijnen van de 400m ijsbaan de wil uitgesproken om een nieuwe 400m ijsbaan te vestigen in Gjøvik. Het bestuur is van mening dat een 400m baan belangrijk is om de status van 'schaatsstad' te houden. Het bestuur erkent dat de schaatssport afhankelijk is van moderne rijomstandingen om gelijkte tred te houden met de ontwikkelingen in de schaatssport. De plannen voor een 400m baan zijn tot op heden niet gerealiseerd en lijken met de aanleg van een koelinstallatie voor kunstijs op de huidige locatie definitief geen doorgang te vinden.

## Oude ijsbaan
Het Gjøvik Stadion (tijdelijk: Gjøvik Idrettsplass) is een voormalige natuurijsbaan in Gjøvik in de provincie Oppland in het zuiden van Noorwegen. De ijsbaan lag op 160 meter boven zeeniveau. De natuurijsbaan werd gebruikt van 1927 tot 1994. In 1994 verdween de ijsbaan, nadat het stadion was voorzien van een tartanachtige atletiekbaan. De ijsbaan werd verplaatst naar het naastgelegen grasveld, waarbij de ijsbaan een lengte heeft van 300 meter.
Op 27 januari 1952 tijdens het Noors kampioenschap allround reed Hjalmar Andersen voor 13.000 toeschouwers een wereldrecord op de 10.000 meter van 16.51,4. Het nationale team van de Sovjet-Unie gebruikte later het Gjøvik Stadion om te trainen. In 1976 was de ijsbaan gastheer van het WK allround voor vrouwen.
In 1992 en 1994 zou het Noors kampioenschap marathonschaatsen worden georganiseerd in het Gjøvik Stadion. Beide edities zijn echter afgelast vanwege te weinig deelnemers.

### Grote kampioenschappen
Internationale kampioenschappen
- 1976 - WK allround vrouwen

Nationale kampioenschappen
- 1937 - NK allround mannen
- 1950 - NK allround vrouwen
- 1952 - NK allround mannen
- 1971 - NK sprint mannen/vrouwen
- 1974 - NK allround vrouwen

### Wereldrecords
| Nr. | Discipline       | Naam              | Land      | Tijd    | Datum            |
| --- | ---------------- | ----------------- | --------- | ------- | ---------------- |
| 1.  | 1500 meter (v)   | Randi Thorvaldsen | Noorwegen | 2.37,5  | 25 februari 1950 |
| 2.  | 10.000 meter (m) | Hjalmar Andersen  | Noorwegen | 16.51,4 | 27 januari 1952  |

## Mjøsa meer
Voor 1927 werd geschaatst op het bekende Mjøsa meer, dat de provincie Oppland scheidt van de provincie Hedmark. De eerste officiële wedstrijd op het meer is verreden in 1885.

## Gjøvik Skøiteklub
De vereniging Gjøvik Skøiteklub maakt gebruik van het Gjøvik Stadion. De volgende bekende schaatsers zijn (ex-)lid van Gjøvik Skøiteklub:
- Sverre Ingolf Haugli
- Harald Hoff
- Magnus Nereng
- Arnulf Sunde
- Erik Aarethun
- Anne Gjersem
- Olav Slinning

Naast de natuurijsbaan maakt de Gjøvik Skøiteklub ook gebruik van de overdekte ijshockeyhal, de Gjøvik Olympiske Fjellhall.